# 16543 Rosetta
A 16543 Rosetta (ideiglenes jelöléssel (16543) 1991 RC2) a Naprendszer kisbolygóövében található aszteroida. Eric Walter Elst fedezte fel 1991. szeptember 5-én.